# William Wilson (conto)

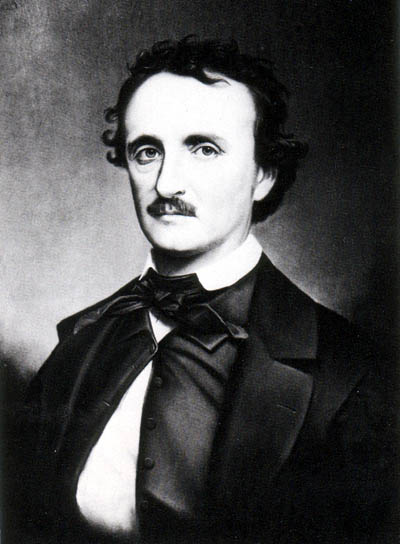
Edgar Allan Poe

William Wilson é uma historieta de Edgar Allan Poe que contém o cenário baseado na 
época em que Poe crescia fora de Londres. 
O conto segue o tema do doppelgänger e é escrito num estilo baseado na racionalidade. Foi publicado pela primeira vez em 1839, e depois apareceu em 1840 na coleção Histórias Extraordinárias, e foi adaptado diversas vezes.
Esse é um conto profundamente psicológico, que sonda os limites da alma perdida do Homem. Entramos a convite de Poe dentro da alma corrompida de um homem doente, e compartilhamos com ele de sua decadência e maldade.